# Adolf Strohmaier
Adolf August Strohmaier, född 30 oktober 1916 i Graz, Österrike, död 13 januari 1994 i Örebro, var en österrikisk-svensk arkitekt, tecknare och målare.
Han var son till Adolf Strohmaier och Sophie Krainer och från 1956 gift med Margit Karlqvist. Efter ingenjörsutbildning 1931–1936 var Strohmaier verksam som byggnadsingenjör och sedan 1959 som arkitekt. Han studerade konst för Olle Ängkvist och Holger Gardelius vid ABC-skolan i Stockholm och som skolans stipendiat genom självstudier under resor till Spanien 1957 och 1958. Han studerade inredningsarkitektur 1960–1962. Han medverkade några gånger i Örebro läns konstförenings utställning Länets konst på Örebro läns museum under 1960-talet och utställningar arrangerade av Konstnärsklubben i Örebro län. Hans konst består huvudsakligen av naturskildringar utförda i akvarell eller som blyerts- eller tuschteckningar.